# Whitehall Building
El  Whitehall Building es un rascacielos de 20 plantas ubicado en 17 Battery Place, al otro lado de Battery Park, en Lower Manhattan, Nueva York.

## Historia
El edificio original fue construido entre 1902 y 1904 como edificio de oficinas diseñado por el arquitecto Henry Janeway Hardenbergh. El edificio fue nombrado "White Hall", en homenaje a la casa del mismo nombre del siglo XVII de Peter Stuyvesant que se encontraba cerca. Se convirtió en un edificio de apartamentos en 1999.
Uno de los inquilinos del edificio durante la mitad del siglo XX fue la Moran Towing Company, operadora de una flota de remolcadores. Debido a que en aquella época no existía la transmisión por radio, un hombre en lo alto del edificio podía observar  a los barcos que llegaban, y luego utilizar un megáfono de seis metros para dar instrucciones a los remolcadores Moran atracados en Battery.

### Anexo
El anexo, también conocido como Greater Whitehall, es un rascacielos de 31 plantas ubicado en 26 Washington Street, al lado del Whitehall Building. Su construcción comenzó en 1908 y finalizó en 1910 como respuesta al éxito de ese edificio. El anexo fue diseñado por el estudio de arquitectura Clinton & Russell. En el momento de su finalización, fue el mayor edificio de oficinas de Nueva York.
La extensión que abarcan los dos edificios es de 4.786 metros cuadrados de acuerdo con el registro de ingeniería de 1910. Ambos fueron contratados por la empresa de George A. Fuller.
Los dos edificios fueron designados como monumento para la Comisión para la Preservación de Monumentos Históricos de Nueva York el 8 de febrero de 2000.